# Lębork Nowy Świat
Lębork Nowy Świat – przystanek osobowy wraz z ładownią, który codziennie (w wakacje letnie) obsługuje połączenia Lębork-Łeba, oraz Łeba-Lębork, oraz Gdynia-Łeba, i Łeba-Gdynia. Kursuje tam autobus szynowy.

## Ruch pasażerski
| Rok  | Wymiana pasażerska na dobę |
| ---- | -------------------------- |
| 2017 | 10-19                      |
| 2022 | 10-19                      |